# Породична кућа Бранка Миљковића у Нишу
Кућа песника Бранка Миљковића у Нишу у којој је живео све до одласка на студије у Београд 1953. године, смештена је на тадашњој периферији Ниша, иза комплекса Градске болнице, у улици Љубе Дидића број 9. Градио је, пред Други светски рат, Бранков отац, службеник Среског суда у Нишу.
У овој кући живео је највећи југословенски песник млађе генерације и један од најзначајнијих југословенских песника уопште.

## Архитектура
То је једноставна приземна кућа мањих димензија, са централним холом и две просторије са по једним прозорским отвором.

## Зграда данас
Када су се 1956. године родитељи и брат Бранка Миљковића преселили у Београд, кућу је купио Стојан Ранђеловић за 800.000 динара. Kyћa није преправљана и сачувана је у првобитном стању.

## Споменик културе
Кућа је законом заштићена 1987. године.